# Ellgriff
Der Ellgriff bezeichnet eine Griffart, bei der die Handflächen ähnlich wie beim Kammgriff zum Gesicht gedreht werden, so dass die Daumen nach außen zeigen. Der Unterschied zum Kammgriff besteht in einer zusätzlichen Pronation der beiden Arme um 360°. Anatomisch bedingt ist der Abstand der beiden Hände im Ellgriff im Normalfall größer als im Kammgriff.
Dieser Griff wird beim Turnen am Reck und Stufenbarren benutzt.